# Volvo LV76
Volvo LV76-79 — среднетоннажный грузовой автомобиль, выпускавшийся шведским автопроизводителем Volvo Trucks в 1934—1940 годах.

## История
Автомобиль Volvo LV76 был представлен в 1934 году. Модификации автомобиля: LV76 грузоподъёмностью 1 тонна, LV77 грузоподъёмностью 1,25 тонн и LV78 грузоподъёмностью 1,5 тонны. В 1935 году автомобиль был модернизирован путём замены радиаторной решётки на аэродинамическую. Также автомобиль оснащался бензиновым двигателем внутреннего сгорания EC.
В 1936 году в модельный ряд добавили модель Volvo LV79.

## Двигатели
| Модель  | Годы производства | Двигатель        | Объём    | Мощность          | Тип                                       |
| ------- | ----------------- | ---------------- | -------- | ----------------- | ----------------------------------------- |
| LV76-78 | 1934              | Volvo EB: I6 sv  | 3366 см3 | 65 л. с. (48 кВт) | Бензиновый двигатель внутреннего сгорания |
| LV76-79 | 1935—1940         | Volvo EC: I6 sv  | 3670 см3 | 75 л. с. (56 кВт) | Бензиновый двигатель внутреннего сгорания |
| LV79    | 1940              | Volvo ECG: I6 sv | 3670 см3 | 50 л. с. (37 кВт) | Смешанный газ                             |